# ふらんけん正人
ふらんけん 正人（ふらんけん まさと、1971年 - ）は、日本の漫画家、イラストレーター。京都府舞鶴市佐波賀出身。本名：下志万 正人（シモシママサト）。血液型はA型。主に広告・風俗・情報漫画を描く。

## 経歴
1992年から1997年まで下志万正人の名前で求人誌『Weeklyアルマ』の表紙で猫をモチーフとしたキャラクターをメインにしてイラストを描いていた。2004年から『風俗案内漫画「ComicHeaven」内にて執筆中。レポート漫画という性質上、娯楽漫画と違い情報性が優先されドラマチックな展開は重視されないのだが、彼の作品にはコミカルな表現が含まれる事が多い。以前は「ふらんけん」だけの表記であったが、2008年「ComicHeaven」において漫画内で「ふらんけん正人」と度々名乗った事から、以降は著者名が現在の「ふらんけん正人」と表記されるようになった。
『SoapHeaven関西版』では兵庫県の福原と滋賀県の雄琴を絵地図で取り上げ、その中で近年の福原、雄琴の町の成り立ちの起源を解説、比較している。また風俗店ホームページにもプレイ紹介漫画を提供しており、「大阪出張エステ性感研究所FC」のホームページ等でもその作品は閲覧出来る。漫画内でも自身を描き風俗漫画、もしくは風俗イラストの印象が強い彼であるが、パチンコ雑誌の『シティパラダイス』関西版（休刊）においては画風ががらりと変わった3頭身の女の子のキャラクターでパチンコ店を紹介している。また『シティパラダイス』関西版が縁となりパチンコ店「四海樓」を紹介したミニコミ誌『373』でも彼の漫画が掲載された。『SpyMaster』関西版（休刊）においても彼のイラストが不定期で掲載されていたが、表記が前述にある下志万正人の名前であり、知る者は少ない。求人誌『Luna』においてはイタ子の名前で店舗紹介漫画（タイトルは各号違う）を連載するも、わずか4回で打ち切りとなっている。
イラストレーターの関根しりもち（当時のヘブン上でのペンネームは金剛）とは友人であり、彼からの影響は少なくはない。